# Кута (Никшић)
Кута је насеље у општини Никшић у Црној Гори. Према попису из 2003. било је 910 становника (према попису из 1991. било је 948 становника).

## Демографија
У насељу Кута живи 702 пунолетна становника, а просечна старост становништва износи 36,9 година (35,4 код мушкараца и 38,4 код жена). У насељу има 246 домаћинстава, а просечан број чланова по домаћинству је 3,70.
Ово насеље је углавном насељено Црногорцима (према попису из 2003. године), а у последња три пописа, примећен је пад у броју становника.
|  |

| Демографија | Демографија | Демографија |
| Година      | Становника  | Становника  |
| ----------- | ----------- | ----------- |
|             |             |             |
|             |             |             |
|             |             |             |
|             |             |             |
| 1948.       | 765         |             |
| 1953.       | 942         |             |
| 1961.       | 950         |             |
| 1971.       | 989         |             |
| 1981.       | 950         |             |
| 1991.       | 948         | 931         |
| 2003.       | 913         | 910         |
|             |             |             |

| Етнички састав према попису из 2003.‍ | Етнички састав према попису из 2003.‍ | Етнички састав према попису из 2003.‍ | Етнички састав према попису из 2003.‍ | Етнички састав према попису из 2003.‍ |
| ------------------------------------ | ------------------------------------ | ------------------------------------ | ------------------------------------ | ------------------------------------ |
|                                      |                                      |                                      |                                      |                                      |
| Црногорци                            | Црногорци                            |                                      | 599                                  | 65,82%                               |
| Срби                                 | Срби                                 |                                      | 189                                  | 20,76%                               |
| Југословени                          | Југословени                          |                                      | 13                                   | 1,42%                                |
| непознато                            | непознато                            |                                      | 5                                    | 0,54%                                |

| Година пописа     | 1948. | 1953. | 1961. | 1971. | 1981. | 1991. | 2003. |
| ----------------- | ----- | ----- | ----- | ----- | ----- | ----- | ----- |
| Број домаћинстава | 158   | 177   | 171   | 188   | 205   | 230   | 246   |

| Број чланова      | 1   | 2  | 3  | 4  | 5  | 6  | 7  | 8  | 9 | 10 и више | Просек |
| ----------------- | --- | -- | -- | -- | -- | -- | -- | -- | - | --------- | ------ |
| Број домаћинстава | 246 | 40 | 43 | 32 | 46 | 39 | 24 | 14 | 5 | 3         | 0      |

| Пол    | Укупно | Неожењен/Неудата | Ожењен/Удата | Удовац/Удовица | Разведен/Разведена | Непознато |
| ------ | ------ | ---------------- | ------------ | -------------- | ------------------ | --------- |
| Мушки  | 378    | 170              | 189          | 11             | 3                  | 5         |
| Женски | 366    | 98               | 186          | 71             | 2                  | 9         |
| УКУПНО | 744    | 268              | 375          | 82             | 5                  | 14        |

| Пол    | Укупно                    | Пољопривреда, лов и шумарство | Рибарство                            | Вађење руде и камена | Прерађивачка индустрија       |
| ------ | ------------------------- | ----------------------------- | ------------------------------------ | -------------------- | ----------------------------- |
| Мушки  | 177                       | 6                             | 0                                    | 88                   | 27                            |
| Женски | 38                        | 7                             | 0                                    | 3                    | 1                             |
| УКУПНО | 215                       | 13                            | 0                                    | 91                   | 28                            |
| Пол    | Производња и снабдевање   | Грађевинарство                | Трговина                             | Хотели и ресторани   | Саобраћај, складиштење и везе |
| Мушки  | 3                         | 2                             | 4                                    | 2                    | 8                             |
| Женски | 0                         | 0                             | 7                                    | 6                    | 1                             |
| УКУПНО | 3                         | 2                             | 11                                   | 8                    | 9                             |
| Пол    | Финансијско посредовање   | Некретнине                    | Државна управа и одбрана             | Образовање           | Здравствени и социјални рад   |
| Мушки  | 0                         | 0                             | 16                                   | 1                    | 5                             |
| Женски | 0                         | 0                             | 0                                    | 2                    | 7                             |
| УКУПНО | 0                         | 0                             | 16                                   | 3                    | 12                            |
| Пол    | Остале услужне активности | Приватна домаћинства          | Екстериторијалне организације и тела | Непознато            | Непознато                     |
| Мушки  | 1                         | 0                             | 0                                    | 14                   | 14                            |
| Женски | 3                         | 0                             | 0                                    | 1                    | 1                             |
| УКУПНО | 4                         | 0                             | 0                                    | 15                   | 15                            |